# Натиональштрассе B2
Натиона́ль-штра́ссе B2 (нем. Nationalstraße B2) — главная
дорога от центра Намибии до южного побережья Атлантики.
B2 образует автомагистраль Транс-Каприви по самой западной стороне Замбии,
а также Транс-Калахари в Ботсване.
Она асфальтирована по всей своей длине. Во многих местах, в основном между
городами Окаханджа и Карибиб расположены многочисленные односторонние полосы
обгона длиной около 500 м.

## Галерея

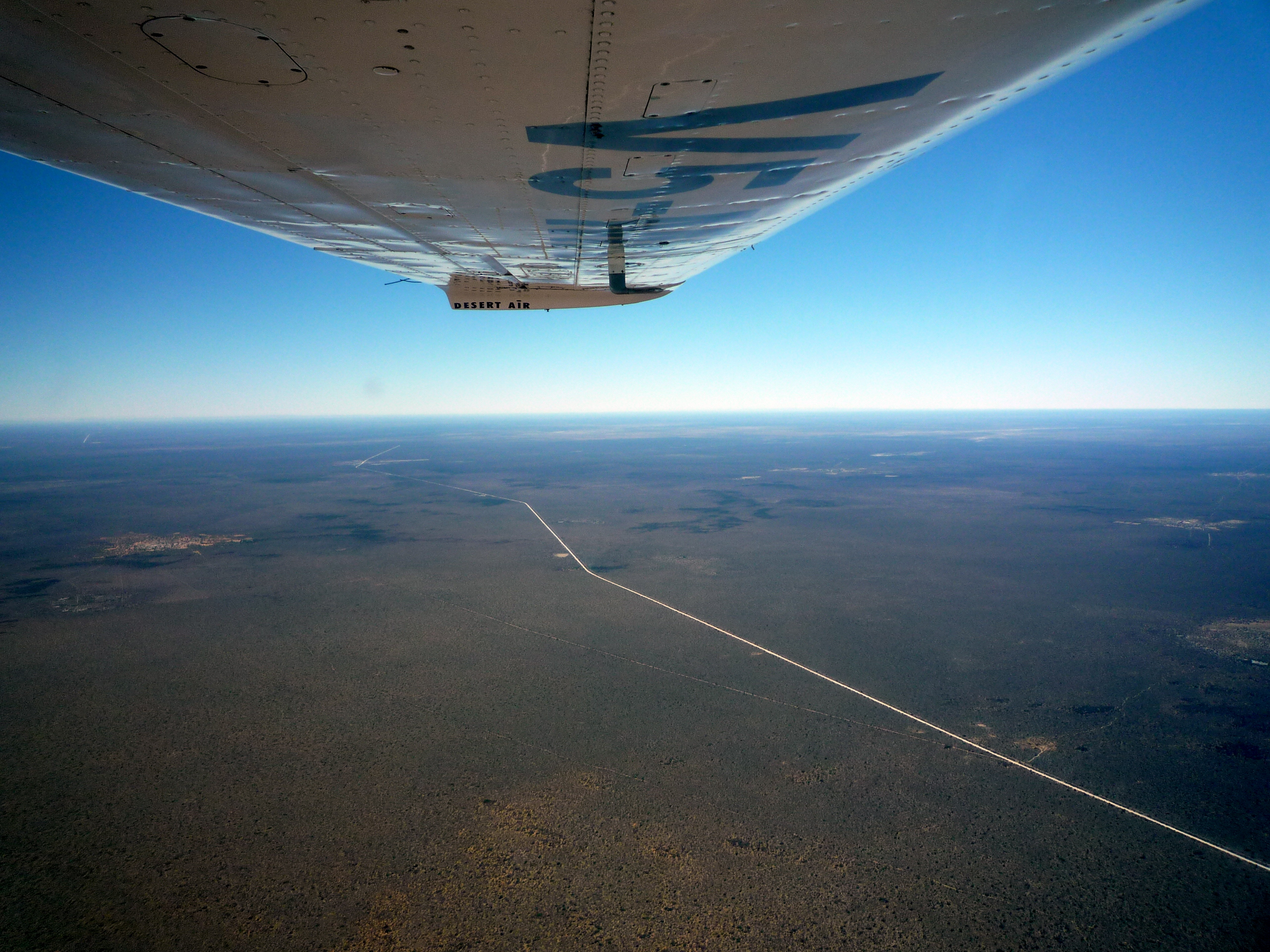
Натиональштрассе B2 (снимок с высоты птичьего полета).
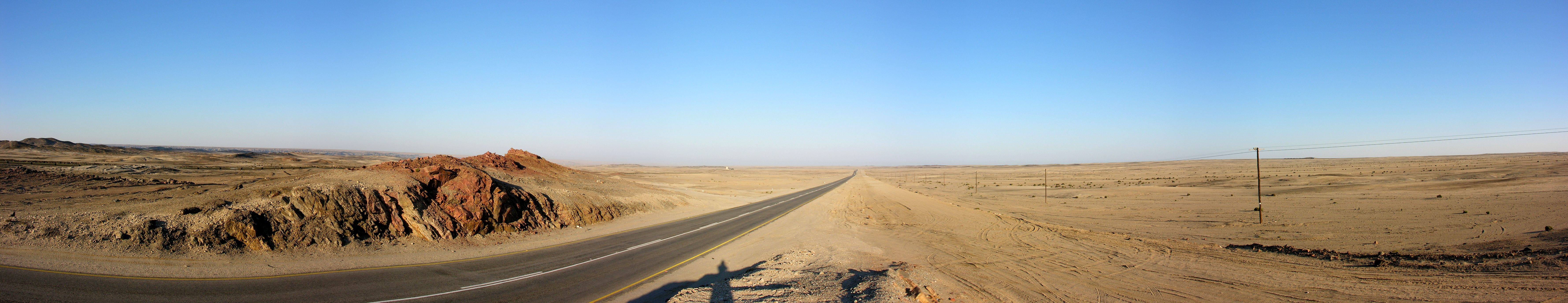
Участок Натиональштрассе B2 в Свакопмунде.
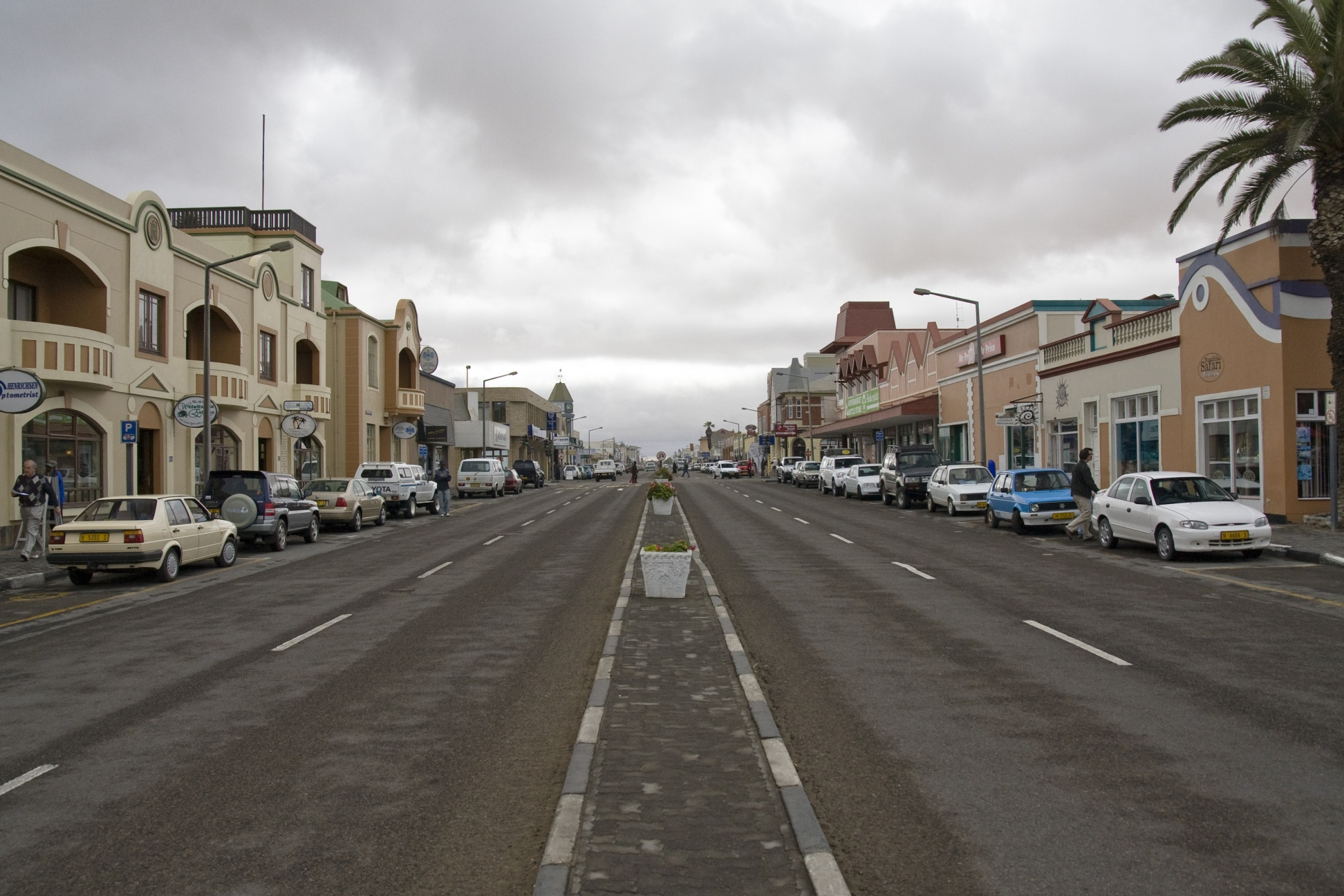
Натиональштрассе B2